# AMX VCI
AMX VCI – opracowany w latach 50. XX wieku na podwoziu czołgu AMX-13 francuski transporter opancerzony. Używany między innymi przez armię francuską, holenderską, belgijską i południowoamerykańskie (Argentyna, Ekwador, Wenezuela).

## Wersje
- AMX-VTP: Pierwsza odmiana transportera, uzbrojony w jeden km bez tarczy na dachu.
- AMX-VTT (AMX-VCI): Uzbrojony w km w obrotowej wieżyczce.
- AMX-LT: Samobieżny przelicznik artyleryjski na bazie wersji VTT.
- AMX-PC: Wóz dowodzenia na bazie wersji VTT.
- AMX-VCA: Transporter pomocniczy dla haubic samobieżnych Mk F3 SPH na bazie wersji VTT.
- AMX-VCG: Transporter inżynieryjny.
- AMX VCI 12.7: Transporter uzbrojony w wkm kalibru 12,7 mm, używany przez Francję i Holandię.
- AMX-VCI M-56: Transporter uzbrojony w armatę automatyczną kal. 20 mm.
- AMX-VCPM de 81: Nosiciel moździerza 81 mm na bazie wersji VTT.
- AMX-VCPM de 120: Nosiciel moździerza 120 mm na bazie wersji VTT.
- AMX-VCTB (Vehicule Chenillé Transport Blessés): Pojazd ewakuacji medycznej na bazie VTT.
- AMX-VTT avec tourelle NA2: Transporter z wyrzutnią ppk.
- AMX-VTT ROLAND: Samobieżna wyrzutnia rakiet przeciwlotniczych Roland (system przeciwlotniczy).
- AMX-VTT wersja 1987: Zmodernizowany transporter w wersji VTT z ulepszonym układem jezdnym.
- AMX-VTT z systemem minowania narzutowego Minotaur zamontowanym z tyłu pojazdu.
- AMX-13 RATAC: Samobieżny system radarowy rozpoznania pola walki RATAC na bazie wersji VTT.
- AMX DOZER: Buldożer.
- AMX-13 VCPC: AMX-13 VCI armii argentyńskiej.
- AMX-13 mod.56 VCI: Transporter z karabinem maszynowym Browning M1919 w wieży CALF38 armii belgijskiej.
- AMX-13 mod.56: Transportery belgijskie – nosiciele moździerzy, wozy dowodzenia, samobieżne wyrzutnie ppk ENTAC, wozy logistyczne.
- AMX-VTT TOW: Holenderska samobieżna wyrzutnia ppk TOW.
- AMX-GWT (GeWonden Transport): Wersja VCTB armii holenderskiej.